# Ligustrum sinense
Ligustrum sinense är en syrenväxtart som beskrevs av João de Loureiro. Ligustrum sinense ingår i släktet ligustrar, och familjen syrenväxter. Inga underarter finns listade i Catalogue of Life.

## Bildgalleri

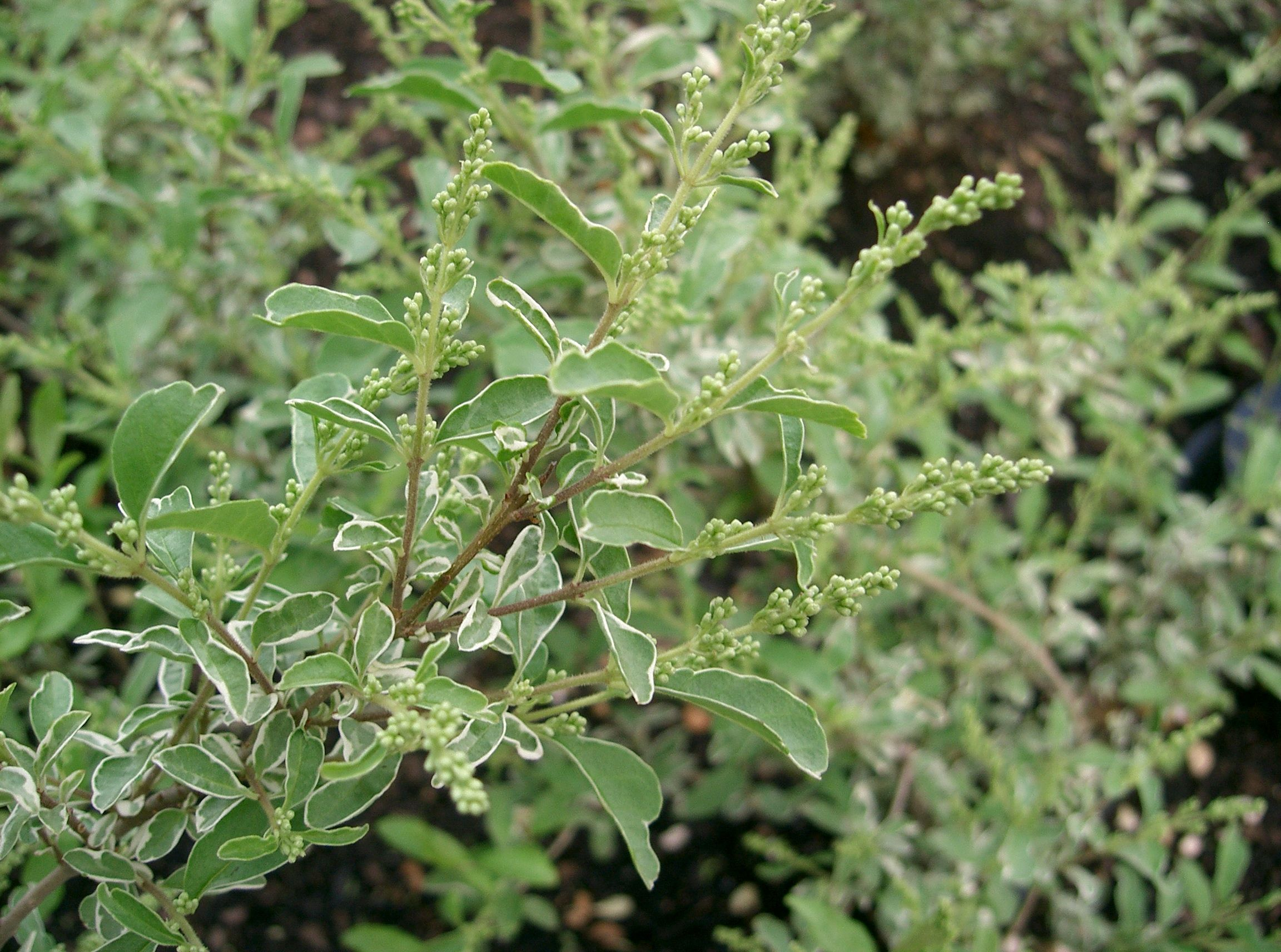